# Roquiague
Roquiague en francés, Arrokiaga en euskera, es una localidad y comuna francesa situada en el departamento de Pirineos Atlánticos, en la región de Aquitania y el territorio histórico de Sola, en el País Vasco francés.

## Demografía
| Gráfica de evolución demográfica de Roquiague entre 1800 y 2012 |
|                                                                 |

Fuentes: Ldh/EHESS/Cassini e INSEE.